# Haplobainosoma lusitanum
Haplobainosoma lusitanum är en mångfotingart som beskrevs av Karl Wilhelm Verhoeff 1899. Haplobainosoma lusitanum ingår i släktet Haplobainosoma och familjen Haplobainosomatidae. Inga underarter finns listade i Catalogue of Life.